# Justin Baas
Mikel Justin Cagurangan Baas (Quezon City, 16 marzo 2000) è un calciatore filippino con cittadinanza olandese, difensore svincolato.

## Carriera

### Club
Ha giocato nella massima serie thailandese e in quella malaysiana e nella seconda divisione olandese.

### Nazionale
Nato da padre olandese e madre filippina, nel 2014 ha giocato 3 partite, realizzando anche una rete, con la nazionale olandese Under-15; nel 2019 cambia Paese di rappresentanza ed esordisce con la nazionale maggiore delle Filippine.

## Statistiche

### Cronologia presenze e reti in nazionale
| Cronologia completa delle presenze e delle reti in nazionale ― Filippine | Cronologia completa delle presenze e delle reti in nazionale ― Filippine | Cronologia completa delle presenze e delle reti in nazionale ― Filippine | Cronologia completa delle presenze e delle reti in nazionale ― Filippine | Cronologia completa delle presenze e delle reti in nazionale ― Filippine | Cronologia completa delle presenze e delle reti in nazionale ― Filippine | Cronologia completa delle presenze e delle reti in nazionale ― Filippine | Cronologia completa delle presenze e delle reti in nazionale ― Filippine |
| Data                                                                     | Città                                                                    | In casa                                                                  | Risultato                                                                | Ospiti                                                                   | Competizione                                                             | Reti                                                                     | Note                                                                     |
| ------------------------------------------------------------------------ | ------------------------------------------------------------------------ | ------------------------------------------------------------------------ | ------------------------------------------------------------------------ | ------------------------------------------------------------------------ | ------------------------------------------------------------------------ | ------------------------------------------------------------------------ | ------------------------------------------------------------------------ |
| 10-9-2019                                                                | Hagåtña                                                                  | Guam                                                                     | 1 – 4                                                                    | Filippine                                                                | Qual. Mondiali 2022                                                      | -                                                                        | 60’                                                                      |
| 15-10-2019                                                               | Bacolod                                                                  | Filippine                                                                | 0 – 0                                                                    | Cina                                                                     | Qual. Mondiali 2022                                                      | -                                                                        | 67’                                                                      |
| 14-11-2019                                                               | Male                                                                     | Maldive                                                                  | 1 – 2                                                                    | Filippine                                                                | Qual. Mondiali 2022                                                      | -                                                                        |                                                                          |
| 18-11-2019                                                               | Dubai                                                                    | Siria                                                                    | 1 – 0                                                                    | Filippine                                                                | Qual. Mondiali 2022                                                      | -                                                                        |                                                                          |
| 11-6-2021                                                                | Sharja                                                                   | Filippine                                                                | 3 – 0                                                                    | Guam                                                                     | Qual. Mondiali 2022                                                      | -                                                                        | 41’                                                                      |
| 15-6-2021                                                                | Sharja                                                                   | Filippine                                                                | 1 – 1                                                                    | Maldive                                                                  | Qual. Mondiali 2022                                                      | -                                                                        | 80’                                                                      |
| 8-12-2021                                                                | Kallang                                                                  | Singapore                                                                | 2 – 1                                                                    | Filippine                                                                | AFF Championship 2020 - Fase a gironi                                    | -                                                                        |                                                                          |
| 11-12-2021                                                               | Kallang                                                                  | Timor Est                                                                | 0 – 7                                                                    | Filippine                                                                | AFF Championship 2020 - Fase a gironi                                    | -                                                                        | 46’                                                                      |
| 14-12-2021                                                               | Kallang                                                                  | Filippine                                                                | 1 – 2                                                                    | Thailandia                                                               | AFF Championship 2020 - Fase a gironi                                    | -                                                                        |                                                                          |
| 18-12-2021                                                               | Bishan                                                                   | Birmania                                                                 | 2 – 3                                                                    | Filippine                                                                | AFF Championship 2020 - Fase a gironi                                    | -                                                                        |                                                                          |
| 23-3-2022                                                                | Kallang                                                                  | Malaysia                                                                 | 2 – 0                                                                    | Filippine                                                                | Amichevole                                                               | -                                                                        | 51’                                                                      |
| Totale                                                                   |                                                                          | Presenze                                                                 | 11                                                                       |                                                                          | Reti                                                                     | 0                                                                        |                                                                          |